# Józefa Sawicka
Józefa Konstancja Sawicka, pseud. Ostoja,  (ur. 1859 w Łopoczyźnie k. Grodna, zm. 23 grudnia 1920 w Warszawie) – polska pisarka, publicystka, tłumaczka.
Zaprzyjaźniona z Elizą Orzeszkową. Była nauczycielką literatury na warszawskich pensjach żeńskich, współorganizowała tajne nauczanie.
Zadebiutowała w 1881 roku opowiadaniem Ulicznik, opublikowanym na łamach „Prawdy”. Publikowała w pismach takich jak „Głos”, „Świt”, „Kraj” czy „Kurier Warszawski”.
Po raz pierwszy przetłumaczyła na język polski Czerwone i czarne Stendhala. 

## Twórczość
- Szkice i obrazki (1886)
- Nowele (1890, 1892)
- Królewna (1891)
- Powieści prawdziwe (1892)
- Wychowanka (1895)
- Nad morzem (z notatek turysty) (1903)